# Andrzej Juskowiak
Andrzej Mieczysław Juskowiak (pronuncia-se Ius-Co-Vi-Ah-Qui: Gostyń, 3 de novembro de 1970) é um ex-jogador de futebol polaco, atuou na posição de avançado, representou a sua seleção nacional por 39 vezes, marcando 13 golos.

## Carreira
Começou no KS Kania Gostyń,  Participou nos Jogos Olimpicos em Espanha de 1992, onde a Polónia alcançou a medalha de prata e foi o melhor marcador da competição.